# ألبرت ديوتش
ألبرت ديوتش (بالإنجليزية: Albert Deutsch)‏ هو مؤرخ أمريكي، ولد في 1905، وتوفي في 1961.

## وصلات خارجية
- ألبرت ديوتش على موقع الموسوعة البريطانية (الإنجليزية)